# 11808 Platz
11808 Platz eller 1981 EM17 är en asteroid i huvudbältet som upptäcktes den 1 mars 1981 av den amerikanska astronomen Schelte J. Bus vid Siding Spring-observatoriet. Den är uppkallad efter Thomas Platz.
Asteroiden har en diameter på ungefär 5 kilometer.